# Фланималы
Фланималс (англ. Flanimals) - серия книг, написанных английским комиком Рики Джервейсом и иллюстрированных Робом Стином. Книга рассказывает о  вымышленных животных (фланималы) и их поведение.
Книга впервые опубликована издательством «Faber and Faber».

## Список животных
- Коддлефлоп: Зеленая кашеобразная лужа, которая переворачивается, чтобы защитить свою мягкую верхушку. Но брюшко одинаково мягкое, эта стратегия никогда не бывает успешной.
- Пламглотис: фиолетовое обезьяноподобное животное без ног, поэтому он проглатывает свои руки, когда ищет пищу, которую он не может есть, потому что его рот полон.
- Мернимблер: пушистое, розовое, круглое животное, который превращается в агрессивную, похожую на людоеда взрослую стадию, когда кто-то комментирует его внешность.
- Грундит: Голубое животное плотного телосложения с шишкой на голове.
- Пуддлофлай: Розовое водяное животное, похожее на воздушный шар, на котором часто ездят Грундиты без ясной причины.
- Флемпинг Бант-Гиммлер: имитатор и хищник детеныша мернимблера, только более широкий и плоский.
- Подбрюшье: серое, пузырчатое животное, которое не может сдвинуться с места из-за чрезвычайно сильных присосок (предназначенных для удушения добычи) на нижней стороне.
- Блангинг: желтое животное, похожее на динозавра, которое живет большими семейными группами.
- Манти Фламп: Коричневое гуманоидное существо, которое пристально смотрит на каждого животное, которого видит.
- Спланж: Похожий на мозг, настолько напуганный всем.
- Хонк: маленький розовый, похожий на тапира, который спит весь день, пока случайно не просыпается, издавая громкий гудящий звук, а затем снова засыпает.
- Хемель Спрот: зеленое пузырчатое животное, которое всегда смотрит назад при ходьбе.
- Спрот Гуззлор: Большой синий фланимал, который охотится на Хемель Спрот.
- Кланж Эмблер: Похожее на обезьяну животное, которое обнимает все, что видит.
- Воббоид Мамп: Слепой глаз, который проводит всю свою жизнь в поисках причины своего существования.
- Спрайна Блоут-Транкер: оранжевый фланимал.
- Принт: Гуманоидный фланимал, который ныряет с высоты, но всегда приземляется на голову.
- Жевательная резинка: жевательная резинка, напоминающая твердую версию Ноддлфлопа, которую едят Грундиты.
- Спрог: Маленький, злобный, похожий на свеклу фланимал.
- Мунге Фаддлер: Фланимал, похожий на краба, который "одурманивает" все, что видит.
- Фраппированный горбунок: Фланимал, похожий на осьминога, с глазом на одной стороне головы и носом на другой.
- Оффледермис: Животное, рожденное наизнанку, чтобы избежать собственного запаха. У него есть сердце над вывернутыми наизнанку глазными яблоками, и оно постоянно протекает.
- Плюмбоидный доплер: круглое зеленое фланимал с глазными стебельками.
- Блимбл-Спрент: желтое, быстро движущееся животное без рук, которое бегает повсюду.
- Глонк: Зеленый рептилоидный гуманоид фланимал, который абсолютно ничего не делает и умирает.

## Спор об авторстве
В августе 2010 года писатель и художник Джон Сэвидж подал иск в Высокий суд, утверждая, что оригинальная книга «Фланималс» была основана на его собственной «Энциклопедии дикой природы капитана Потти» и что его художественные и литературные авторские права были нарушены. Однако адвокат Рики Джервейса заявила, что концепция книги и иллюстрации существовали до работы Сэвиджа.